# Labib
Labib（阿拉伯語：لبيب）是突尼斯環境部的官方吉祥物，於1992年首次使用，直至2012年，當時環境部長梅米亞·本納宣布停止吉祥物的使用。
吉祥物採用耳廓狐的外型，這是一種在突尼斯南部常見的動物。許多突尼斯城鎮都曾豎立Labib的雕像，特別是在名為“環境大道”的街道上。牠還被用於學校、電視和廣播中的幾次宣傳活動。